# Gnamptogenys malaensis
Gnamptogenys malaensis é uma espécie de formiga do gênero Gnamptogenys.